# Conioscinella griseopleura
Conioscinella griseopleura är en tvåvingeart som beskrevs av Malloch 1940. Conioscinella griseopleura ingår i släktet Conioscinella och familjen fritflugor. Inga underarter finns listade i Catalogue of Life.